# برج النفارة
بُرج النفارة (وتعني «بُرج عازفي البوق») هو بُرج مُلاحظة تاريخي ومعلم يقع بالقُرب من جامع القرويين في فاس البالي في مدينة فاس القديمة في المغرب. ويشار إليها أيضًا باسم دار المؤقت (يجب عدم الخلط بينها وبين دار المُؤقت الأخرى داخل مسجد القرويين القريب وفي المساجد الأخرى).